# Вехтер-Шпиттлер, Карл фон
Барон Карл Йозеф Георг фон Вехтер-Шпиттлер (нем. Karl Georg von Wächter; 24 декабря 1797, Марбах-ам-Неккар — 15 января 1880, Лейпциг) — вюртембергский немецкий государственный деятель, правовед, педагог, профессор Тюбингенского университета, доктор права. Действительный член Королевской саксонской академии наук (с 1854). Пожизненный член верхней палаты вюртембергского сейма. Почётный гражданин городов Лейпциг и Тюбинген.

## Биография
Представитель старой вюртембергской семьи с саксонскими корнями. 
С 1815 года изучал право в Тюбингенском университете. Отец Оскара фон Вехтера. 
Асессор при дворе Эслинген-ам-Неккара с 1819 года. С августа того же года стал адъюнкт-профессором права в университете Тюбингена, в 1822 году — профессор и доктор права.
С 1825 по 1833 год — профессор права в Тюбингенском университете, где с 1825 по 1828 год был ректором и вице-канцлером. С 1833 по 1835 год преподавал в Лейпцигском университете, затем вернулся в Тюбинген, где с 1835 по 1851 год был канцлером Тюбингенского университета.
Избирался членом, а затем президентом (1839—1848) Вюртембергской палаты депутатов ландтага.
В 1849 г. получил портфель министра исповеданий и народного просвещения и временно пост министра внутренних дел. В качестве последнего самостоятельно, не испросив согласия сейма, присоединился к известной Мюнхенской конвенции 1850 г. о выработке проекта новой конституции и по постановлению сейма был за это предан суду. Но суд оправдал его, и он тотчас же по оправдании снова был приглашён на пост министра исповеданий. В 1856—1864 гг. был министром юстиции.

## Награды
- Орден Вюртембергской короны
- Орден Максимилиана «За достижения в науке и искусстве» (Бавария)